# Thomas Hood
Thomas Hood (23. května 1799 – 3. května 1845) byl anglický básník a humorista, otec spisovatelů Toma Hooda a Frances Freeling Broderip. Narodil se v Londýně do rodiny se skotskými předky. Později byl poslán právě do Skotska, kde přispíval humoristickými a poetickými texty do místních novin a časopisů. V roce 1818 se vrátil zpět do Londýna. Později přispíval například do časopisu The London Magazine. Zemřel roku 1845 ve věku 45 let ve svém rodném městě.

## Dílo
- Odes and Addresses to Great People (1825)
- Whims and Oddities (1826–1827)
- The Plea of the Midsummer Fairies, hero and Leander, Lycus the Centaur and other Poems (1827)
- The Dream of Eugene Aram, the Murderer (1831)
- Tylney Hall (1834)
- The Comic Annual (1830–1842)
- Hood's Own, or, Laughter from Year to Year (1838)
- Up the Rhine (1840)
- Hood's Magazine and Comic Miscellany (1844–1848)
- National Tales (1837)
- Whimsicalities (1844)